# Cation dihydrogen
Cation dihydro hay ion phân tử hydro là một cation (ion dương) với công thức hoá học {\displaystyle {\ce {H2+}}}. Nó bao gồm 2 hạt nhân (proton) hydro. Đây là ion phân tử đơn giản nhất.
Ion này có thể được tạo thành từ quá trình ion hoá của phân tử hydro ({\displaystyle {\ce {H2}}}). Nó còn được tạo thành trong đám mây phân tử do tác động của các tia vũ trụ.
Cation dihydro có giá trị to lớn về lịch sử, lý thuyết và thực nghiệm. Về mặt lịch sử, nó có giá trị vì chỉ có một electron, các phương trình cơ học lượng tử mô tả cấu trúc của nó có thể được giải gần đúng theo cách đơn giản, miễn là chuyển động của hạt nhân và các hiệu ứng điện động lực học không được xét đến. Lời giải đầu tiên được Ø. Burrau đưa ra vào năm 1927, một năm sau khi lý thuyết sóng của cơ học lượng tử được công bố.
Về mặt lý thuyết, một mô tả theo toán học là khả thi, mà có xét chuyển động lượng tử của tất cả thành phần và cả sự tương tác của electron với trường bức xạ. Độ chính xác của mô tả này đã không ngừng được cải thiện trong hơn nửa thế kỷ, cuối cùng dẫn đến một khuôn khổ lý thuyết cho phép dự đoán với độ chính xác cực cao về năng lượng của các mức quay và dao động trong trạng thái cơ bản điện tử, mà phần lớn trong số đó là trạng thái siêu bền.
Bên cạnh đó, phương pháp tiếp cận thực nghiệm để nghiên cứu cation đã trải qua một sự tiến hóa cơ bản so với các kỹ thuật thực nghiệm trước đó được sử dụng vào những năm 1960 và 1980. Sử dụng các kỹ thuật tiên tiến (như bẫy ion và làm lạnh bằng laser), các thay đổi về sự quay và dao động có thể được nghiên cứu cực kỳ chi tiết.

## Tính chất vật lý
Liên kết trong {\displaystyle {\ce {H2+}}} có thể được coi như liên kết cộng hóa trị, có bậc liên kết là 0,5.
Năng lượng trạng thái cơ bản của ion là -0,597 Hartree.
Độ dài liên kết ở trạng thái cơ bản là 2,00 lần bán kính Bohr.

### Đồng vị
Cation dihydro có sáu đồng vị. Mỗi hạt trong số chúng có thể là một trong những loại sau: proton (p, phổ biến nhất), deuteri (d) hoặc triti (t).
- {\displaystyle {\ce {H2+=_{}^{1}H2^{+}}}} (cation dihydro, phổ biến)[4][5]
- {\displaystyle {\ce {[HD]^{+}=[_{}^{1}H_{}^{2}H]+}}} (cation hydro deuteri)[4]
- {\displaystyle {\ce {D2+=_{}^{2}H2^{+}}}} (cation dideuteri)[4][5]
- {\displaystyle {\ce {[HT]^{+}=[_{}^{1}H_{}^{3}H]+}}} (cation hydro triti)
- {\displaystyle {\ce {[DT]^{+}=[_{}^{2}H_{}^{3}H]+}}} (cation deuteri triti)
- {\displaystyle {\ce {T2^{+}=_{}^{3}H2^{+}}}} (cation ditriti)[5]

## Nghiên cứu thực nghiệm

### Quang phổ
Vì tính đơn giản của nó, cation dihydro được tìm hiểu rõ nhất, nghĩa là các tính toán lý thuyết phù hợp với kết quả thực nghiệm nhất.

## Xuất hiện trong không gian

### Sự hình thành
Ion dihydro được hình thành trong tự nhiên do sự tương tác của các tia vũ trụ với phân tử hydro.
Các hạt tia vũ trụ có đủ năng lượng để ion hóa nhiều phân tử. Năng lượng ion hóa của phân tử hydro là 15,603 eV. Các electron chuyển động với tốc độ cao cũng gây ra sự ion hóa các phân tử hydro.

### Phá huỷ
Trong tự nhiên, ion này bị phá hủy khi phản ứng với phân tử hydro khác:
{\displaystyle {\ce {H2+ + H2 -> H3+ + H}}}

## Điều chế trong phòng thí nghiệm
Trong phòng thí nghiệm, ion này dễ dàng được tạo ra bằng cách bắn phá electron từ súng điện tử.